# Tom Dawes
Tom Dawes (Albany, 25 luglio 1944 – New York, 13 ottobre 2007) è stato un cantante statunitense.
È stato il frontman della band pop folk The Cyrkle. Nella band, oltre che come voce principale, si oocupava del basso, della fisarmonica e del sitar. Popolare, negli anni seguiti allo scioglimento della band, per una fortunata serie di jingle di campagne pubblicitarie che sono parte indelebile dell'immaginario popolare americano, come quello della 7 Up, dell'American Airlines e dell'Alka-Seltzer. Muore di infarto all'età di 63 anni.